# لوئیس سیچیلیانو
لوئیس سیچیلیانو (ایتالیایی: Louis Siciliano؛ زادهٔ ۱۹ مارس ۱۹۷۵) آهنگساز، موسیقی‌دان و رهبر ارکستر اهل ایتالیا است.
از فیلم‌ها یا مجموعه‌های تلویزیونی که وی در آن‌ها نقش داشته است، می‌توان به خانواده خوشبخت اشاره نمود.

## جوایز
- روبان نقره‌ای ۲۰۰۶ برای بهترین موسیقی متن فیلم تب، اهدا شده به گروه آهنگسازان (نگرامارو، روی پاچی، فابیو باروورو، سیمونه فابرونی، لوئیس سیسیلیانو)[۱]
- جایزهٔ «بهترین موسیقی متن اصلی» در جشنواره فیلم تروپئا ۲۰۰۸[۲]
- جایزهٔ «فدراسیون ایتالیایی سینمای هنری» (FICE)، مانتُوا، ۲۰۱۰[۳]
- جایزهٔ «آهنگساز سال» در رویداد «برخوردهای نزدیک میان موسیقی و سینما» در سینچیتا اسپِیس، ونیز، ۲۰۱۰[۴] (جایزهٔ جنبی در جریان شصت و هفتمین جشنواره فیلم ونیز)
- فونتانا دی‌آرجنتو ۲۰۱۲ به‌خاطر تعهد فرهنگی در زندگی اجتماعی[۵]
- جایزه کامپانیا ۲۰۱۹ برای فعالیت بین‌المللی به‌عنوان آهنگ‌ساز و تهیه‌کننده موسیقی[۶]